# HSV Hamburg

Tidigare klubbmärke, 2002–2015.

Handball Sport Verein Hamburg (HSV Hamburg), tidigare HSV Handball, är en tysk handbollsklubb från Hamburg, bildad 1999 som Handball Sport Verein Lübeck (HSV Lübeck) i Lübeck, Schleswig-Holstein.

## Historia
Vid bildandet 1999 gick HSV Lübeck ihop med Bundesligalaget VfL Bad Schwartau och bildade föreningen SG VfL Bad Schwartau-Lübeck. Detta lag blev Tyska cupmästare 2001, vilket räknas till VfL Bad Schwartaus meriter och inte HSV:s. 2002 upplöstes föreningen och HSV Handball bildades, efter en överenskommelse med Hamburger Sport Verein (HSV), det största fotbollslaget i Hamburg, om att få använda förkortningen HSV samt deras klubbmärke. HSV övertog VfL Bad Schwartaus ligalicens och hela laget flyttades till Hamburg, cirka 70 kilometer sydväst från Lübeck. VfL Bad Schwartaus elitlag begärdes i konkurs och ombildades med ett nytt lag i botten av det tyska seriesystemet, med namnet VfL Lübeck-Schwartau.
En av finansiärerna av flytten till Hamburg var den finländske miljardären Hjallis Harkimo, som också stod för bygget av HSV:s nya hemmaarena i Hamburg, Barclaycard Arena (ursprungligen Color Line Arena och senare O2 World Hamburg). Arenan stod klar i november 2002 och i oktober 2007 sålde Harkimo den till Anschutz Entertainment Group. HSV Hamburg hade arenan som hemmaplan fram till 2016, då de bytte till den mindre hallen Sporthalle Hamburg, även känd som Alsterdorfer Sporthalle.
HSV värvade många internationella stjärnspelare, men var inledningsvis ett mittenlag i Bundesliga. 2005 tillträdde Martin Schwalb som tränare. 2006 vann laget Tyska cupen och 2007 slutade de på en andraplats i Bundesliga bakom THW Kiel. Samma säsong vann laget också den europeiska Cupvinnarcupen. 2010 vann laget Tyska cupen för andra gången.
Säsongen 2010/2011 vann laget Bundesliga och blev därmed tyska mästare, efter att ha kommit på andraplats tre gånger (2007, 2009 och 2010). Den största internationella framgången kom 2013 då laget vann Champions League, efter att ha slagit FC Barcelona med 30–29 efter förlängning.
Den 15 maj 2014 meddelades att klubben på grund ekonomiska problem inte skulle få elitlicens för spel i Bundesliga säsongen 2014/2015. Detta överklagades av klubben, vilket gick igenom och man fick delta ändå. I december 2015 blev dock den ekonomiska situationen såpass ohållbar, att klubben begärde sig själv i konkurs. Detta ledde till att laget i januari 2016, efter flera turer, drog sig ur Bundesliga och fick börja om i tredje divisionen, där klubbens U23-lag (som inte tillhörde elitverksamheten) huserade. Lagets sportsliga resultat under hösten 2015 annullerades. 
Den 26 december 2017 satte laget nytt publikrekord i den tyska tredje divisionen, med 9 964 åskådare i Barclaycard Arena.
2018 avancerade laget till näst högsta divisionen, 2. Handball-Bundesliga. Inför säsongen 2021/22 avancerade de till högsta divisionen Handball-Bundesliga.

## Meriter
Inhemskt
- Tysk mästare 2011
- Tyska cupmästare två gånger: 2006 och 2010
- Tyska supercupmästare fyra gånger: 2004, 2006, 2009 och 2010

Internationellt
- Champions League-mästare 2013
- Cupvinnarcupmästare 2007

## Spelare i urval
- Ion Belaustegui (2003–2005)
- Dan Beutler (2011–2013)
- Johannes Bitter (2007–2016)
- Joan Cañellas (2013–2014)
- Davor Dominiković (2013–2015)
- Domagoj Duvnjak (2009–2014)
- Jonas Ernelind (2002–2004)
- Bertrand Gille (2002–2012)
- Guillaume Gille (2002–2012)
- Nicklas Grundsten (2008–2009)
- Richard Hanisch (2014–2015)
- Pascal Hens (2003–2016)
- Torsten Jansen (2003–2015)
- Thomas Knorr (2002–2007)
- Michael Kraus (2010–2013)
- Blaženko Lacković (2008–2014, 2017–2020)
- Igor Lavrov (2005–2007)
- Krzysztof Lijewski (2005–2011)
- Marcin Lijewski (2008–2013)
- Hans Lindberg (2007–2016)
- Kentin Mahé (2013–2015)
- Peter Möller (2002–2003)
- Andreas Nilsson (2012–2014)
- Fredrik Petersen (2012–2013)
- Roman Pungartnik (2005–2007)
- Per Sandström (2006–2011)
- Stefan Schröder (2005–2019)
- Goran Stojanović (2002–2007)
- Tomas Svensson (2002–2005)
- Henrik Toft Hansen (2013–2015)
- Dmitrij Torgovanov (2007–2009)
- Oleg Velyky (2008–2010)
- Igor Vori (2009–2013)
- Yoon Kyung-shin (2006–2008)

## Tränare
- Anders Fältnäs (2002)
- Bob Hanning (2002–2005)
- Christian Fitzek (2005)

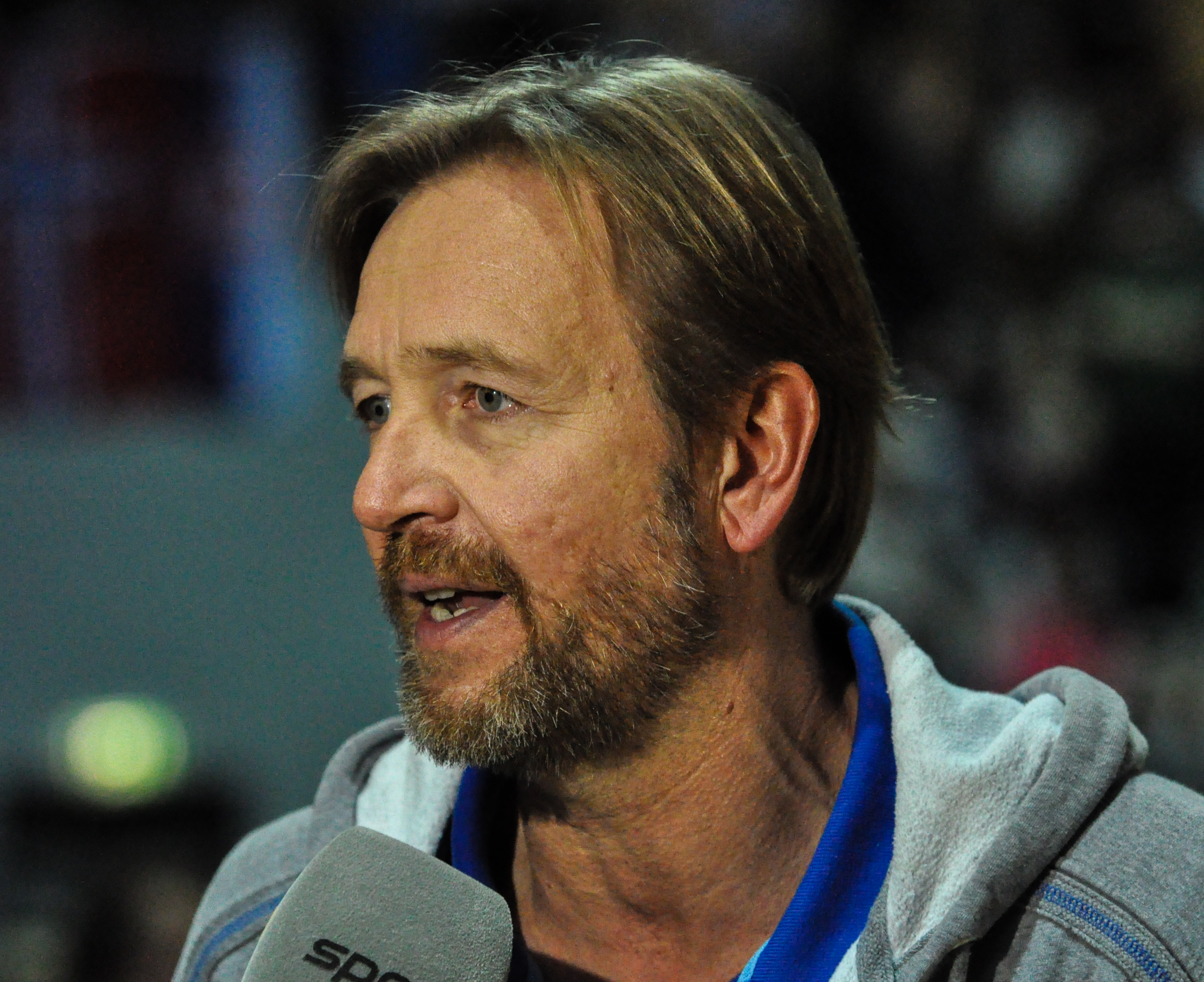
Martin Schwalb, lagets tränare 2005–2011 och 2012–2014.

- Martin Schwalb (2005–2011)
- Per Carlén (2011)
- Jens Häusler (2011–2012)
- Martin Schwalb (2012–2014)
- Christian Gaudin (2014)
- Jens Häusler (2014–2015)
- Michael Biegler (2015–2016)
- Jens Häusler (2016–2017)
- Torsten Jansen (2017–)